# فریگیت کلاس سیبیل
فریگیت کلاس سیبیل (به انگلیسی: Sibylle-class frigate) یک کلاس از کشتی است که طول آن 43.9 metres می‌باشد.